# Skierrivođđa
Skierrivođđa är en kulle i Finland. Den ligger i Utsjoki kommun i landskapet Lappland, i den norra delen av landet, 1 100 km norr om huvudstaden Helsingfors. Toppen på Skierrivođđa är 365 meter över havet. Skierrivođđa ingår i Paistunturit.
Terrängen runt Skierrivođđa är huvudsakligen platt, men åt sydväst är den kuperad.  Trakten runt Skierrivođđa är nära nog obefolkad, med mindre än två invånare per kvadratkilometer. Det finns inga samhällen i närheten. Omgivningarna runt Skierrivođđa är i huvudsak ett öppet busklandskap.